# Антонін Янда
Антонін Янда (чеськ. Antonín Janda, 21 вересня 1892, Прага — 21 січня 1961) — чехословацький футболіст, що грав на позиції нападника і захисника.
Виступав, зокрема, за клуб «Спарта» (Прага), а також національну збірну Чехословаччини.

## Клубна кар'єра
У дорослому футболі дебютував 1908 року виступами за команду клубу «Прага VII», в якій провів вісім сезонів. 
Своєю грою за цю команду привернув увагу представників тренерського штабу клубу «Спарта» (Прага), до складу якого приєднався 1916 року. Відіграв за празьку команду наступні вісім сезонів своєї ігрової кар'єри.
Завершив професійну ігрову кар'єру у клубі «Прага VII», у складі якого вже виступав раніше. Прийшов до команди 1924 року, захищав її кольори до припинення виступів на професійному рівні у 1926.
Помер 21 січня 1961 року на 69-му році життя.

## Виступи за збірну
1920 року дебютував в офіційних матчах у складі національної збірної Чехословаччини. Протягом кар'єри у національній команді, яка тривала 4 роки, провів у формі головної команди країни 10 матчів, забивши 12 голів.
У складі збірної був учасником  футбольного турніру на Олімпійських іграх 1920 року в Антверпені.
Також грав у складі збірної Праги. Одним з найвідоміших його матчів за збірну міста був поєдинок проти збірної Парижа в 1922 році. Празька команда, за яку виступали 8 гравців «Спарти» і 3 представники «Уніона», здобула перемогу в столиці Франції з рахунком 2:0. Янда став одним з героїв матчу, був дуже активним, забив другий гол, а ще один його гол скасував суддя.